# یواس‌اس دیکیتر (دی‌دی-۹۳۶)
یواس‌اس دیکیتر (دی‌دی-۹۳۶) (به انگلیسی: USS Decatur (DD-936)) یک کشتی بود. این کشتی در سال ۱۹۵۵ ساخته شد.